# أوجينيو سيلر
أوجينيو سانتاغو سيلر مورغين (بالإسبانية: Eugenio Siller Margain)‏ وهو ممثل ومغني وعارض أزياء مكسيكي ولد في 5 أبريل 1981 في مدينة تامبيكو في ولاية تاماوليباس بـ المكسيك.

## المسيرة المهنية المبكرة
بدأ حياته المهنية القيام بمختلف الأعلانات التجارية وأيضا بمشاركة في المسرحيات الموسيقية والتمثيل بـ مسرحيات في المكسيك.
وكان أيضا عضواً في المجموعة الموسيقية تعرف بـ «كيشي» في عام 1998، وشارك في «مهرجان أو تي أي»، وسجل ألبومين معهم التان حصلاً على العديد من الجوائز، وفي عام 1999 فازت المجموعة بالفئة «مجموعة شباب السنة» من قبل إل هيرالدو دي مكسيكو
سيلر عاش فترة وجيزة في إيطاليا، بحيث كان يعمل مع مختلف العلامات التجارية للأزياء، وأيضا في ميامي حيث واصل لتحضير لتمثيل وموسيقي، ثم عاد في نهاية المطاف إلى المكسيك لدراسة التمثيل في سي إيه أي (مركز الفنون لتعليم التمثيل) في 2002 وتخرج في عام 2005.

## مسيرته في التمثيل
ظهر لأول مرة بدور «لوتشيانو» في مسلسل المتمردة ، وفي 2006-2007 بمسلسل (Código postal) بدور «رافائيل روخاس ألونسو»، وفي 2007-2008 ظهر بدور البطولة في مسلسل (Al diablo con los guapos) بجانب الممثلة أليسون لوث ولورا فلوريس، وفي 2009 قام دور البطولة بمسلسل لن ادفع الثمن مع الممثلة مايتي بيروني، والذي عُرض على شاشات العربية على شبكة أبوظبي.
كما أنه ظهر لأول مرة على شبكة إستوديوهات تيلموندو هي شبكة إمريكية ناطقة بـ إسبانية تقع في ميامي، بـدور البطولة في مسلسل أورورا (Aurora) بجانب الممثلة سارا ملدونادو وخورخي لويس بيلا، وأيضا ظهر بدور البطولة في مسلسل حياتي (Una Maid en Manhattan) مع الممثلة ليتزي الذي يعرض على شاشات العربية بـ قناة 2M، وأيضا في 2014 ظهر في مسلسل ملكة القلوب (Reina de corazone) الذي يعرض على شاشات العربية في شبكة لنا العراقية، بجانب الممثلة باولا نونيز وأيضا للمرة ثانية مع الممثلة لورا فلوريس، وأيضا في 2015 ظهر في مسلسل هو منْ هو (¿Quién es quién?) الذي يعرض حالياً على الشبكة المنتجة، بجانب النجوم لامعة وبالإضافة إلى لورا فلوريس التي ظهرت معه للمرة الثالثة.

## فيلموغرافيا
| السنة     | المسلسل                 | الدور                          | الشبكة   | ملاحظة          |
| --------- | ----------------------- | ------------------------------ | -------- | --------------- |
| 2006      | المتمردة                | لوتشيانو                       | تيلفيزا  | دور ثانوي متكرر |
| 2006-2007 | Código postal           | رافائيل روخاس ألونسو           | تيلفيزا  | دور ثانوي       |
| 2007-2008 | Al diablo con los gupos | أليخاندرو بيلمونتي أرانغو      | تيلفيزا  | دور البطولة     |
| 2009      | لن ادفع الثمن           | خوليان هويرتا أمادا            | تيلفيزا  | دور البطولة     |
| 2010      | أورورا                  | مارتن لوبوس                    | تيلموندو | دور البطولة     |
| 2011-2012 | حياتي                   | كريستوبال باركر                | تيلموندو | دور البطولة     |
| 2014      | ملكة القلوب             | نيكولاس نونيز / خافيير بوليفار | تيلموندو | دور البطولة     |
| 2015-2016 | هو منْ هو؟ ‏              | بيدرو "بيريكو " / ليوناردو     | تيلموندو | دور البطولة     |

## الألبومات
1. «تفان» (Con Devocion) - سيلر شارك مع الفرقة في مهرجان أو تي إي مع هذا الألبوم. وفازوا بالفئة «مجموعة شباب السنة» من قبل إل هيرالدو دي مكسيكو، وتم أطلق سراح أغنيتين فرديتين في الإذاعة المكسيكية:
  1. «سيدة دي تي» (Dame de Ti)
  2. «تفان» (Devocion)
2. «الحب العنيف» (Amor Violento) - وكان هذا الألبوم الثاني لـ سيلر الذي صدر في فبراير 2000. ويتكون من 14 أغنية كتبت وأنتجت من قبل  ماركو فلوريس .
3. «أوجينيو سيلر» - فردي - يتألف هذا الإصدار من ثلاثة أغاني فردية الفردي، الذي صدر في عام 2007 و2009، بينما كانت له المسلسلات على الهواء.
4. «أوجينيو سيلر» - «أغاني أورورا» (Aurora Hits) - يتكون هذا الإصدار من الأغاني مسلسل من تيلموندو أورورا أغنية وألحان من قبله ومن إنتاج ماركو فلوريس.

## روابط خارجية
- أوجينيو سيلر على موقع IMDb (الإنجليزية)
- أوجينيو سيلر على موقع قاعدة بيانات الأفلام العربية
- أوجينيو سيلر على موقع قاعدة بيانات الفيلم (الإنجليزية)